# NGC 7114
NGC 7114 је појединачна звезда у сазвежђу Лабуд која се налази на NGC листи објеката дубоког неба.
Деклинација објекта је + 42° 50' 31" а ректасцензија 21h 41m 44,0s. Привидна величина (магнитуда) објекта NGC 7114 износи 14,2. NGC 7114 је још познат и под ознакама Nova Cygni 1876 = Q Cyg.